# Pedro Francke
Pedro Andrés Toribio Topiltzin Francke Ballvé (Lima, 1 de noviembre de 1960) es un economista y político peruano. Fue el primer ministro de Economía y Finanzas del Perú durante el gobierno de Pedro Castillo, desde el 29 de julio del 2021 hasta el 1 de febrero del 2022.

## Biografía
Nació en Lima el 1 de noviembre de 1960. Es padre de tres hijas.
Estudió Economía en la Pontificia Universidad Católica del Perú y obtuvo el grado de bachiller y el título profesional de economista en 1987. Realizó una maestría en Economía, en la misma casa de estudios, y consiguió el grado de magíster en 1994.
Ocupó cargos en el Banco Central de Reserva del Perú y como economista del Banco Mundial. Es experto en estudios de pobreza, salud y políticas sociales. Ha sido miembro de la Asociación Pro Derechos Humanos (APRODEH) y del Centro de Asesoría Laboral del Perú (Cedal). Entre 1990 y 1992, fue asesor en el Senado de la República y laboró en las comisiones de Planificación, Economía y en la Comisión Investigadora del Dólar MUC. 
Durante el gobierno de Alejandro Toledo, fue presidente ejecutivo del Fondo de Cooperación para el Desarrollo Social (Foncodes), desde 2001 hasta 2002. También trabajó en el Comité Interministerial de Asuntos Sociales (CIAS). Durante la gestión de Susana Villarán, en la Municipalidad Metropolitana de Lima, fue designado presidente del Sistema Metropolitano de Solidaridad (Sisol). En el gobierno de Ollanta Humala, Francke fue gerente general del Seguro Social de Salud del Perú (EsSalud).

## Vida política

### Elecciones generales de 2021
Con su asesoramiento económico, Francke primero ayudó a la entonces candidata presidencial Verónika Mendoza, de Juntos por el Perú, con sus ambiciones políticas. Tras el inesperado éxito de Pedro Castillo, durante las elecciones generales de 2021, Francke comenzó a servir como el principal asesor económico de Castillo tres días antes de la segunda vuelta de las elecciones. Daniel Rico de RBC Capital Markets le dio crédito a Francke por calmar los temores de los mercados hacia Castillo, quien fue caracterizado por sus oponentes como un político de extrema izquierda.
Francke presentó una hoja de ruta para las políticas de «economía de mercado popular» de Castillo. Uno de los objetivos incluía la creación de un millón de puestos de trabajo en el Perú, en un año, mediante la reducción de las tasas de interés, la contratación de trabajadores para el programa de inversión pública y la promoción de la producción y el consumo locales. Otras tareas principales fueron mantener un presupuesto equilibrado, controlar la inflación, proteger la propiedad privada y renegociar los términos con las grandes empresas de extracción de recursos. Francke dijo que Castillo era más similar a líderes izquierdistas latinoamericanos más exitosos: comparándolo con Lula da Silva y José Mujica, y distanció a Castillo de políticos similares a Hugo Chávez. Oponiéndose a las acciones tomadas en Venezuela como nacionalizaciones, controles de precios , controles de divisas y tipos de cambio complejos.
Respecto al tema de ahorros y la economía de mercado, en un eventual gobierno de Castillo, Francke declaró en abril de 2021:

Lo que hay es un señalamiento muy claro, no habrá expropiaciones, no habrá estatizaciones, no le vamos a quitar su propiedad ni ahorros a nadie. Queremos una economía popular con mercados, la economía del Banco Central de Reservas será respetada porque ha hecho una buena labor de mantener la inflación baja. Esa idea bolivariana o chavista la hemos desmentido, honestamente, una y otra vez. Siento que el nerviosismo es más creado por una ola de ataques, de mentiras.
Francke en abril de 2021

Es considerado un economista con tintes reformadores de aura meritocrático que conforma el nuevo progresismo peruano.

### Ministro de Economía
El 30 de julio de 2021, Francke fue nombrado ministro de Economía y Finanzas del Perú por el presidente Pedro Castillo.